# Сигрен, Боб
Боб Си́грен (англ. Robert Lloyd "Bob" Seagren; род. 17 октября 1946 года, Помона, Калифорния) — американский легкоатлет (прыжки с шестом).
Чемпион Олимпиады 1968 года в Мехико, серебряный призёр Олимпиады 1972 года в Мюнхене.
В дополнение к двум олимпийским медалям и золоту Панамериканских игр 1967 года, Боб Сигрен шесть раз становился чемпионом США и четырежды чемпионом Национальной ассоциации студенческого спорта. Он шесть раз устанавливал или повторял мировые рекорды для открытых стадионов, достигнув своего лучшего результата 5,63 м на предолимпийских отборочных соревнованиях 1972 года в Юджине. Однако на олимпийских играх 1972 года в Мюнхене он незадолго до соревнований вынужден был согласно новым правилам ИААФ сменить шест и занял только второе место.
Кроме того в 1966—1969 годах, он восемь раз устанавливал мировые рекорды для залов.
В 1968 году Сигрен окончил университет Южной Калифорнии.
Завершив любительскую карьеру, Сигрен перешёл в профессионалы и в 1973 году выиграл первый турнир звёзд США, а в 1977 году — первый мировой турнир звёзд.
В 1979 году Боб Сигрен снялся в фильме «Похищение по-американски» (The Fantastic Seven) режиссёра Уолли Дитвейлера. Снимался также в «мыльных операх», работал телеведущим.
В дальнейшем был исполнительным директором фирмы по производству спортивной обуви.

## Мировые рекорды
| Результат | Место      | Дата       |
| --------- | ---------- | ---------- |
| 5.32      | Фресно     | 14.05.1966 |
| 5.32      | Фредерик   | 02.07.1966 |
| 5.36      | Сан-Диего  | 10.06.1967 |
| 5.41      | Эхо-Саммит | 12.09.1968 |
| 5.59      | Эль-Пасо   | 23.05.1972 |
| 5.63      | Юджин      | 02.07.1972 |

## Лучшие результаты
Призёры Панамериканских игр 1967 года в прыжках с шестом
Виннипег, 08.1967
| №  | Результат | Спортсмен   | Страна |
| -- | --------- | ----------- | ------ |
| 1. | 4,90      | Сигрен, Боб | США    |
| 2. | 4,75      | Рафтис, Боб | Канада |
| 3. | 4,45      | Ярд, Боб    | Канада |

Призёры Олимпийских игр 1968 года в прыжках с шестом
 Мехико, 10.1968
| №  | Результат | Спортсмен          | Страна |
| -- | --------- | ------------------ | ------ |
| 1. | 5,40      | Сигрен, Боб        | США    |
| 2. | 5,40      | Шипровски, Клаус   | ФРГ    |
| 3. | 5,40      | Нордвиг, Вольфганг | ГДР    |

Призёры Олимпийских игр 1972 года в прыжках с шестом
 Мюнхен, 08.1972
| №  | Результат | Спортсмен          | Страна |
| -- | --------- | ------------------ | ------ |
| 1. | 5,50      | Нордвиг, Вольфганг | ГДР    |
| 2. | 5,40      | Сигрен, Боб        | США    |
| 3. | 5,35      | Джонсон, Джен      | США    |